# أمير حسين قاضي زاده
أمير حسين قاضي زاده واسمه الكامل أمير حسين قاضي زاده هاشمي (بالفارسية: سید امیرحسین قاضی‌زاده هاشمی) (14 أبريل 1971 - )؛ طبيب وسياسي أصولي إيراني، انتخب نائبًا في مجلس الشورى الإسلامي الإيراني عن مدينة مشهد في الدورات الثامنة والتاسعة والعاشرة والحادية عشرة، وهو عضو في جبهة ثبات الثورة الإسلامية، إحدى أكثر الأحزاب الأصولية الإيرانية تشددًا، والمتحدث الرسمي باسمها. في عام 2021، ترشّح لانتخابات الرئاسة الإيرانية، ونال ترشحه موافقة مجلس صيانة الدستور في 25 مايو 2021، ليكون ضمن قائمة ضمّت سبعة مرشحين يتسابقون لخلافة الرئيس الإيراني حسن روحاني، الذي سينهي ولايته الثانية في 3 يونيو 2021. وشقيقه الأصغر إحسان قاضی‌زاده هاشمي هو ممثل دائري فريمان وسرخس في ولاية خراسان رضوي ، وهو عضو في مجلس الشورى الإسلامي العاشر والحادي عشر.

## السجلات
من بين خلفياته المهنية: عميد جامعة سمنان للعلوم الطبية، دكتور في الطب، جراح الأنف والأذن والحنجرة.